# Unterhart (Gemeinden Sattledt, Steinhaus)
Unterhart ist ein Ort in den Gemeinden Sattledt und Steinhaus im Bezirk Wels-Land in Oberösterreich.
Unterhart bildet eine Rotte und eine Ortschaft in der Gemeinde Sattledt mit 348 Einwohnern und eine Streusiedlung und Ortschaft in der Gemeinde Steinhaus mit 154 Einwohnern (Stand 1. Jänner 2024), womit der insgesamt 502 Einwohner umfasst. Es liegt auf der Traun-Enns-Platte auf rund 400 m ü. A. östlich des Aiterbachs und nördlich des Ortes Sattledt. Der Ort verfügt über eine Haltestelle an der Almtalbahn.